# Valdemar Irminger
Valdemar Heinrich Nicolaus Irminger (født 29. december 1850 i København, død 10. februar 1938 på Frederiksberg) var en dansk maler. Han var søn af oberst Johan Heinrich Georg Irminger.

## Virke
Han tog præliminæreksamen fra Efterslægtselskabets Skole og udviklede en tid lang sin lyst til tegning under den gamle historiemaler J.L. Lunds vejledning. Efter at have besøgt Teknisk Institut kom han ind på Kunstakademiet som elev og fik afgang derfra i 1873. 
Sit første billede, Gæssene drives hjem, udstillede han i 1876 og var nu i nogle år en lovende dyremaler; i 1879 vandt han den Neuhausenske Præmie for En hoppe med sit føl, indtil han kastede sig over soldatermaleriet, der havde interesseret officerssønnen fra barndommen, navnlig efter krigen i 1864, som havde gjort stærkt indtryk på ham. Her syntes han at have fundet sit egentlige felt; han malede både fodfolk, Fodgardere, som holder hvil, artilleri, Batteriet skal tage stilling, og hestfolk, især dragoner, som han skildrede med forkærlighed og dygtighed, indtil han pludselig kastede sig over det egentlige figurmaleri, "Genren" og det bibelske motiv med afgjort held. 
Nogle billeder fra Kysthospitalet på Refsnæs tiltrak sig almindelig opmærksomhed. Et af disse, Brevskrivning (1890), indkøbtes af Statens Museum for Kunst, hvorefter han lod soldaterskildringerne ligge og slog ind på nye baner. Irminger var en livlig og talentfuld kunstner med megen følelse og fantasi, søgende og ikke fuldkommen sikker i sin teknik, hvorfor han også kan være noget uberegnelig. 
|  |  | Til hans bedste billeder hører det alvorlige, gribende og stemningsfulde En tilgivelse (1892/93), der tilhører Statens Museum for Kunst. Han fik to gange Eckersberg Medaillen og blev medlem af Plenarforsamlingen (første gang 1888 for Motiv fra Børnehospitalet ved Refsnæs anden gang 1889 for Fra et børnehospital) og foretog rejser i Frankrig og Holland. Fra 1884 til 1887 opholdt han sig i Italien (Rom) på det Stoltenbergske Legat og atter 1902 med Det anckerske Legat. Irminger modtog desuden 1899 Serdin Hansens Præmie for genremaleri for Den lille pige skal sige godnat. |

## Hverv
Irminger virkede ved Kunstakademiets Kunstskole for Kvinder som lærer fra 1906 og som professor 1908–20, var medlem af Akademiraadet 1902–20, var medlem af Charlottenborgs udstillingskomité 1905–08 og af galleriets indkøbskomité 1911–17. 1915 blev han Ridder af Dannebrog og 1925 Dannebrogsmand.

## Foreninger
Som yngre var han medlem af foreningen Bogstaveligheden, der 1880-82 fungerede som selskabelig forening og støttekreds for de yngre radikale intellektuelle, hvor Viggo Johansen synes at have stået Irminger nærmest. Senere var han engageret i Foreningen for National Kunst.
Han er begravet på Søndermark Kirkegård.

## Billeder
| - Andre værker af Valdemar Irminger - En gammel hest, 1872 - En husmandsstue, 1873 - En hoppe med sit føl. Før 1879 - En dragon trompeter på en hvid hest, 1879 - Maleren Edvard Petersen, 1881 - På hjemvejen fra manøvren, 1883 - To ældre herrer i samtale, siddende i skyggen bag nogle klipper på Capri, 1886 - Fra det gamle Colosseum, 1888, ARoS Aarhus Kunstmuseum |

| - Stilhed. Et værelse med et par tændte lys, 1897 - Børnene siger godnat til deres stjerner, 1898, Statens Museum for Kunst - Interiør med Helga og Hans Tegner, 1903 - Motiv fra Kysthospitalet på Refsnæs. Skoleskibet Georg Stage aflægger sit årlige, altid af børnene med længsel imødesete, besøg, 1907 - "Min hustru ved arbejdet", 1909 - Ørne, 1920 Museum Sønderjylland - En spejdende gravhund i vinduet Mellem 1868 og 1938 - Fra en solbelyst skovvej Mellem 1868 og 1938 - Thorvald Niss, ukendt dato |